# МР-656
МР-656К — пневматический газобаллонный пистолет, выпускавшийся на Ижевском механическом заводе.

## Описание
Газобаллонный аналог пистолета Тульского Токарева. Внешний вид оружия, механическая прочность, надежность конструкции, удобство в обращении, качество изготовления и сборки всех деталей и узлов оружия идентичны ТТ. В конструкции пистолета использовались детали от настоящего огнестрельного Токарева. Некоторые из них имели даже маркировку. Именно поэтому можно говорить, что МР-656К создан из боевого ТТ.  Любители советского оружия по достоинству оценили модель за высокую антуражность.
Пневматический пистолет воспроизводит внешний вид пистолета ТТ . Габаритные размеры: 195x150x280 мм, масса без снаряжения — 854г, дульная энергия — до 3 Дж. Ударно-спусковой механизм предполагает стрельбу только с предварительным взводом курка.

## История
Производился пистолет МР-656К (копия ТТ) с 2009 по 2011 гг. Характерная особенность пистолета – максимальное, насколько это возможно для пневматики, соответствие огнестрельной версии. "Донором" для пневматической составляющей пистолета стала более ранняя модель МР-654К. В 2011 году вышел закон, который запрещал переделку боевого оружия в пневматику. А поскольку МР-656К изготавливали из оригинальных ТТ, то  в итоге пришлось полностью остановить производство.

## Боеприпасы
Пистолет сконструирован для стрельбы стальными шариками BB (4.5 мм). Магазин механического типа вмещает до 13 шариков BB. Один газовый баллончик позволяет произвести до 60 выстрелов. Однако также из этой модели можно стрелять свинцовой дробью №00, любыми пулями для пневматических винтовок калибра 4,5 мм. Для этого пистолет необходимо поставить на затворную задержку, вынуть магазин и через окно выбрасывания гильз поместить пулю в ствол.

## Модели и внешний тюнинг
Заводом выпускалась всего одна модель МР-656К, однако внешне модели различались внешне, поэтому можно выделить следующие  модели.
• МР-656К с широкими "довоенными" насечками на затворе
• МР-656К с узкими "послевоенными" насечками на затворе.
• МР-656К из ММГ ТТ. Заводом не выпускалась. Сделана в нескольких экземплярах энтузиастами и фанатами ТТ и пневматического МР-656К. Изготавливался из ММГ ТТ, отличительные черты: возможность поставить на затворную задержку в родную прорезь, система запирания ствола полностью соответствует ТТ. 
Также владельцы МР-656К самостоятельно преображали внешний вид модели - устанавливали различные накладки на рукоять, вклеивали имитатор экстрактора(выбрасывателя), меняли родной нарезной ствол на удлинённый гладкий с имитацией глушителя (фальшглушитель), установка потайного поджимного винта от некоторых моделей МР-654К.